# Polyphon
Il Polyphon è un carillon che riproduce dischi. Utilizza una piastra coperta da punte di metallo per riprodurre melodie registrate, il tutto in un elegante custodia di legno. Ogni volta che il cilindro ruota, le punte colpiscono le lame metalliche, producendo suoni armoniosi.

## Storia
Il Polyphon fu sviluppato in Germania attorno al 1860 e rapidamente si diffuse in tutta Europa e negli Stati Uniti. Il nome è associato alla casa produttrice,  Polyphon Musikwerke, fondata a Lipsia. La tecnologia del Polyphon rappresentò un'innovazione durante un'epoca in cui l'intrattenimento musicale stava diventando sempre più accessibile grazie alla meccanizzazione.  
Il Polyphon divenne particolarmente popolare nei locali pubblici, nei ristoranti e nelle sale da ballo, spesso utilizzato per intrattenere il pubblico senza necessità di un musicista dal vivo. Con il tempo, varie versioni e modelli del Polyphon emersero, permettendo la riproduzione di una gamma diversificata di melodie, dai brani classici a quelli popolari dell'epoca. Alcuni dispositivi furono esposti anche all'Esposizione Mondiale di Parigi nel 1900.

## Descrizione
Un Polyphon solitamente si presenta con una struttura in legno pregiato, decorata con intagli e dettagli ornamentali. Il disco, che contiene le incisioni necessarie per la riproduzione musicale, è uno degli elementi centrali dello strumento. I Polyphon di alta qualità possono contenere diverse lame metalliche di varia lunghezza e spessore, le quali producono note di diverso tono quando vengono colpite dalle punte del cilindro.
Un'altra caratteristica distintiva è che molti Polyphon possiedono un meccanismo di carica a moneta, che consentiva agli avventori di inserire una moneta per attivare la musica, rendendolo un apparecchio ideale per i locali pubblici.
Per utilizzare un Polyphon, si deve semplicemente girare la manovella o attivare il meccanismo di carica. Durante la rotazione, il disco si muove e le punte allineate colpiscono le lame metalliche, producendo i suoni. Alcuni modelli possono anche offrire la possibilità di selezionare diverse melodie, cambiando il disco o utilizzando un meccanismo di selezione integrato.